# Colonia Ejidal Piedra Grande
Colonia Ejidal Piedra Grande är en ort i Mexiko.   Den ligger i kommunen Misantla och delstaten Veracruz, i den sydöstra delen av landet, 240 km öster om huvudstaden Mexico City. Colonia Ejidal Piedra Grande ligger 146 meter över havet och antalet invånare är 179.
Terrängen runt Colonia Ejidal Piedra Grande är lite kuperad. Runt Colonia Ejidal Piedra Grande är det ganska tätbefolkat, med 134 invånare per kvadratkilometer. Närmaste större samhälle är Misantla, 6,2 km sydost om Colonia Ejidal Piedra Grande. Omgivningarna runt Colonia Ejidal Piedra Grande är en mosaik av jordbruksmark och naturlig växtlighet.